# 松永里愛
松永里愛（2005年7月7日—），現為Hello! Project旗下女子偶像團體組合Juice=Juice的四期成員。隸屬於UP-FRONT AGENCY公司。

## 簡歷

### 2015年
- 參加『2015アンジュルム新メンバーオーディション』、落選。

### 2016年
- 參加「モーニング娘。'16 『新世紀』オーディション」、落選。

### 2017年
- 3月6日、與島倉りか・日比麻里那・江口紗耶・土居麗菜・岡村美波・山田苺・中山夏月姫一同加入Hello! Pro研修生。

### 2019年
- 從3月開始到5月，做為Hello! Pro研修生與小野琴己・米村姫良々・橋迫鈴・為永幸音・出頭杏奈一起擔任「モーニング娘。'19コンサートツアー春 〜BEST WISHES!〜」的開場表演及中場表演。
- 5月於「Hello! Project 研修生発表会2019 ～春の公開実力診断テスト～」中演唱太陽與月亮的歌曲「ガタメキラ」且獲得了「最佳表演獎（ベストパフォーマンス賞）」。
- 6月14日，宣佈加入Juice=Juice。
- 10月23日，作為Juice=Juice新成員後的第一張單曲「你能獨自生活」這話是讚美嗎？／25歲永遠說發售。

## 出演

### 舞台劇
- 演劇女子部「遙かなる時空の中で6 外伝 〜黄昏ノ仮面〜」（2019年6月22日、メルパルクホール） - 友情出演

## 外部連結
- 松永里愛 Hello!Project官方頁面 （页面存档备份，存于）
- Juice=Juiceオフィシャルブログ  （页面存档备份，存于）